# Alex Goot
Alexander George Gut (15 de março de 1988) é um jovem cantor, multi-instrumentista e compositor de Nova York. Alex cresceu rapidamente através das listas de canais YouTube Top 200 através de suas canções originais bem planejadas, e seu jeito único de releitura de material de outros artistas. Seu canal, GootMusic, está entre os 70 com mais inscritos com mais de um milhão de inscritos. Ele toca piano, violão, contra-baixo, bateria, entre outros instrumentos.

## Biografia e carreira
“Meus objetivos foram para chegar a tantas pessoas quanto possível, com minha música, e melhorar a vida das pessoas fazendo música que eles podem desfrutar a qualquer hora.”

Alex começou a gravar músicas em 2004 com a idade de 16 anos e, desde então, ganhou popularidade a partir de seus perfis em vários sites de mídia social, bem como o seu próprio site, a partir do qual ele distribui algumas de suas músicas e fornece notícias e atualizações regulares para a sua base de fãs cada vez maior. Seu tempo é quase todo gasto em seu estúdio caseiro auto-produzindo todo o áudio e vídeo para os seus lançamentos, ou em turnê pelo mundo. Alex constantemente traz arte nova e notável para o mundo.
Goot lançou seu primeiro álbum completo In Your Atmosphere, o que foi possível graças a seus fãs leais através de uma campanha extremamente bem sucedida da KickStarter. Ele é a definição de celebridade na era YouTube, auto-dirigido, auto-divulgado, e, além de sua musicalidade excepcional, baseando-se em mensagens moderna e tecnologia para ser ouvido. A chegada de um novo vídeo de Alex no YouTube é quase um evento: ele tem cerca de 2 milhões de inscritos e seus vídeos foram vistos mais de 350 milhões de vezes.
Segundo Alex, sua inspiração é mostar o amor que ele tem pela música. Ele afirma ainda que “não tinha um plano B”.
Goot tem o hábito de fazer vídeos em colaboração com outros artistas como We Are the In Crowd, Kurt Hugo Schneider, Megan Nicole, etc.
Alex já lançou três volumes de Songs I Wish I Wrote (Canções Que Eu Gostaria de Ter Escrito) com algumas das famosas versões de seu canal no YouTube.

## Discografia

### Álbuns de estúdio
- 2005: 158 (sob o nome "Goot")
- 2008: Arranged Noise (sob o nome "Goot")
- 2012: In Your Atmosphere
- 2014: Wake Up Call

### Álbuns de covers
Songs I Wish I Wrote
- 2010: Songs I Wish I Wrote
- 2011: Songs I Wish I Wrote, Vol. 2
- 2011: Songs I Wish I Wrote, Vol. 3
- 2014: Songs I Wish I Wrote, Vol. 4

Alex Goot & Friends
- 2012: Alex Goot & Friends, Vol. 1
- 2012: Alex Goot & Friends, Vol. 2
- 2014: Alex Goot & Friends, Vol. 3

### Extended plays
- 2007: "Asleep At The Wheel" (sob o nome "Goot")
- 2008: "Progress - EP" (sob o nome "Goot")
- 2009: "Take Cover" (sob o nome "Goot")
- 2009: "Read My Mind" (sob o nome "Goot")
- 2010: "Sensitivity EP"

## Prêmios e indicações
| Ano  | Prêmio               | Categoria              | Trbalhao indicado                     | Resultado | Ref    |
| ---- | -------------------- | ---------------------- | ------------------------------------- | --------- | ------ |
| 2011 | MTV O Music Awards I | Melhor Versão Cover    | “Hold It Against Me” (Britney Spears) | Venceu    | [ 9 ]  |
| 2013 | 3º Streamy Awards    | Melhor Canção Original | “Lightning”                           | Indicado  | [ 10 ] |